# Воля (Баштанський район)
Во́ля — село в Україні, у Володимирівській сільській громаді Баштанського району Миколаївської області. Населення становить 125 осіб.

## Населення

### Мова
Розподіл населення за рідною мовою за даними перепису 2001 року:
| Мова       | Відсоток |
| ---------- | -------- |
| українська | 61,6%    |
| румунська  | 20,0%    |
| російська  | 19,4%    |